# Евсекция
Евсекция, аббр. от Еврейская секция — название еврейских коммунистических секций ВКП(б), созданных в советское время наряду с другими национальными секциями при ВКП(б), а также при компартиях советских Украины (КП(б)У) и Белоруссии (КП(б)Б). 
Главной задачей этих еврейских секций являлось распространение коммунистической идеологии в среде национальных меньшинств на их родном языке и вовлечение их в строительство социалистического общества. Для рядовых членов социал-демократических и других непролетарских партий революционной направленности, созданных до 1917 года на национальной основе (Бунд, Поалей Цион), евсекции играли роль своеобразного шлюза на пути в ряды основного состава ВКП(б), который согласно уставу формировался на принципах пролетарского интернационализма.

## История создания
Первая Евсекция была организована в июле 1918 года в Орле, вторая — в Витебске, а затем ещё в 11 городах с еврейским населением. Созданная для подавления проявлений религиозности и буржуазного национализма в еврейской среде и стремившаяся заменить еврейскую культуру традиционного еврейского местечка (идишкайт) пролетарской культурой. Евсекции внедряли идеи диктатуры пролетариата в среде еврейского рабочего класса. Первая конференция Евсекций прошла в октябре 1918 года в Москве.

## Персоналии
В Евсекцию кроме большевиков вошли многие представители Бунда, Поалей Цион и других революционных еврейских партий.
Председателем Центрального бюрю Еврейской секции ВКП(б) был С. М. Диманштейн (1886—1937).
Члены ЦБ:
- И. Сударский
- Ю. А. Шимелиович (1890—1919)
- М. Альский (1892—1936)
- С. Х. Агурский (1884—1947)
- А. Криницкий-Бампи (1896—1971).

Видный идеолог движения Эстер (Малка, Мария Яковлевна) Фрумкина (1880—1941) — одна из основательниц Бунда. После роспуска Евсекции Фрумкина возглавила факультет еврейского языка и культуры в Университете национальных меньшинств, а затем была ректором этого учебного заведения до его закрытия в 1936 году.

## Газета «Дер Эмес»
Центральный орган Евсекций — газета «Дер Эмес» (на идиш). Выходила с 1918 до 1939.
Главный редактор газеты (1921—1937) Моисей Литваков. Редакция: А. Чемерисский Архивная копия от 3 июля 2017 на Wayback Machine (1880—1942), А. Мережин (1880—1937), Ш. Эпштейн Архивная копия от 24 июля 2017 на Wayback Machine (1881—1945).

## Идеология
Многие евреи-революционеры стремились, придя к власти, ликвидировать национально-культурные предпосылки «еврейского вопроса», который остро стоял в российском обществе, путём культурной интеграции еврейства в общество на «пролетарско-революционной» платформе. По мнению проф. Юрия Слёзкина, одновременно с русской революцией происходила еврейская — за изменение общественного порядка в еврейской среде.
Многие евреи-коммунисты были настроены против традиционной еврейской местечковой культуры (идишкайт). Как и остальные революционеры-марксисты того времени, они были атеистами, сторонниками кардинальных изменений в обществе и верили в пролетарский интернационализм.
Хотя многие из членов евсекции отрицали еврейский национализм или сепаратизм в политике, они, однако, вовсе не стремились к ассимиляции еврейской культуры.

## Создание еврейской пролетарской культуры
Советская власть предпринимали в 1920-х—1930-х годах усилия поощрить «советскую пролетарскую культуру» на идише в качестве контрмеры против традиционного еврейского «буржуа» или культуры «штетл». Еврейская газета Дер Эмес («Правда») выходила с 1918 до 1938 год.
В течение некоторого времени в 1920-х идиш был одним из четырёх официальных языков Белоруссии.
В течение 1920-х и 1930-х много образовательных учреждений в прежней Черте оседлости преподавали на идиш. Были созданы 5 еврейских национальных районов:
- Калининдорфский (административный центр — Калининдорф),
- Сталиндорфский (Сталиндорф),
- Новозлатопольский (Новозлатополь)
- Фрайдорфский (Фрайдорф) и
- Лариндорфский (Лариндорф).

В ряде областей Украины велось судопроизводство на идише. Был создан Еврейский пролетарский театр в Москве, а также сеть театров на идише в Киеве, Одессе и других городах.
В университетах Москвы, Киева, Харькова, Минска и других городов открыты еврейские кафедры и кабинеты, созданы научно-исследовательские институты для изучения еврейского фольклора, языка и лингвистики.
При содействии Евсекции были созданы еврейские секции при Союзах писателей России, Украины и Белоруссии и в Средней Азии.
Евсекция занималась созданием еврейских коллективных хозяйств и решением проблем деклассированного еврейского населения.

Если еврей удовлетворяет свои культурные надобности по-еврейски, читает еврейские газеты, еврейские книги, ходит на еврейские лекции, если еврейский учитель обсуждает еврейские и мировые проблемы на еврейском языке, слушают радио по-еврейски, посылают своих детей в современные светские еврейские школы, то они, несомненно, евреи и принадлежат к еврейскому народу— Хаим Житловский
С изменениями в еврейском обществе появились новые слова и понятия: шабесник (субботник), пейсаховник, йомкиперник. Так теперь назывались еврейские рабочие дни, связанные с наиболее священными для религиозных евреев днями: Шаббатом, Песахом и Йом-Киппуром. Эти понятия хорошо передавали воинствующий атеизм новой еврейской жизни.
Публицист Михаэль Дорфман полагает, что «Программа социалистического преобразования советского еврейства» Центрального Бюро Еврейской Секции Коммунистической партии большевиков, написанная в 1926 году бывшей видной деятельницей Бунда Малкой Фрумкин (известной в революционных кругах как товарищ Эсфирь), мало отличалась от современных сионистских проектов.
Сами евреи активно превращали синагоги в клубы, библиотеки, магазины, кинотеатры, спортзалы. Молодые коммунисты, как и молодые кибуцники или бундисты писали свои пасхальные предания аггадот, создавали новые обряды, как «ройтер брис» (красное обрезание), куда приглашали и своих нееврейских товарищей.
После закрытия Евсекции культурная деятельность на идише в СССР была постепенно свернута.

## Борьба с идеологическими противниками
Ленин в статье «Критические заметки по национальному вопросу Архивная копия от 10 марта 2008 на Wayback Machine» (1913) писал:

Еврейская национальная культура — лозунг раввинов и буржуа, лозунг наших врагов <…> Кто прямо или косвенно ставит лозунг еврейской «национальной культуры», тот (каковы бы ни были его благие намерения) — враг пролетариата, сторонник старого и кастового в еврействе, пособник раввинов и буржуа. Наоборот, те евреи-марксисты, которые сливаются в интернациональные марксистские организации с русскими, литовскими, украинскими и пр. рабочими, внося свою лепту (и по-русски и по-еврейски) в создание интернациональной культуры рабочего движения, те евреи — вопреки сепаратизму Бунда — продолжают лучшие традиции еврейства, борясь против лозунга «национальной культуры».— 
Большевики считали иврит «реакционным языком», полагая, что он связан с иудаизмом и сионизмом. Он был официально запрещён Наркомпросом (Комиссариат Образования) в 1919. Книги на иврите и периодические издания прекратили появляться и изъяты из библиотек; последняя советская публикация на этом языке была осуществлена в 1926 году. Московский театр на иврите Габима был заклеймён председателем Евсекции Диманштейнном как «прихоть … представителей буржуазии, которые хотят … вернуть евреев к религиозным предрассудкам»

## Роспуск
Евсекция была расформирована в 1930, после создания Еврейской Автономной Области. Многие из её членов погибли во время массовых репрессий 1937—1938 года.